# مبارك أبو علاج
مبارك بن عائض بن زويّد الرفاعي الخثيمي الغامدي والملقب ( أبو علاج ) يقيم في قرية الكرا بمحافظة العقيق تابعة بمنطقة الباحة.

## حياته
الشاعر مبارك أبو علاج من أسرة كلها شعراء فأبوه وجده شعراء وعمه الشاعر المعروف حمود بن زويّد ويعتبر شعره وراثي .
ويتميز شعره بقوة المعاني والتراكيب اللفظية والمترادفات .
والشاعر مبارك أبو علاج يجيد شعر العرضة والنظم و شعر الزمل وهو أطول القصائد والمحاورة ويتركز موطن القوة في شعره إجادته لشعر النظم والمحاورة بشكل كبير جدا ومتميز أكثر من شعر العرضة .
ويتميز شعره بوضوح الفكرة والمعنى وبالفصاحة والبلاغة وقوة الحجة ووضوح المعاني.
ويتميز شعره بالحماس وبقوة الرد ويعتبر من أفضل شعراء جنوب المملكة.
أول حفل كان لشاعر مبارك ابوعلاج كان عام(1404).